# Pardosa mtugensis
Pardosa mtugensis är en spindelart som först beskrevs av Embrik Strand 1908.  Pardosa mtugensis ingår i släktet Pardosa och familjen vargspindlar. Inga underarter finns listade i Catalogue of Life.